# チェシャー・キャット
『チェシャー・キャット』 (Cheshire Cat) は、アメリカのポップ・パンクバンド、ブリンク 182のファースト・アルバム。1994年2月17日に発売され、1998年11月3日に再リリースされた。

## 収録曲
1. カルーセル - "Carousel" - 3:15
2. M+M'S - "M+M's" - 2:39
3. フェントゥーズラー - "Fentoozler" - 2:04
4. タッチダウン・ボーイ - "Touchdown Boy" - 3:10
5. ストリングス - "Strings" - :25
6. ペギー・スー - "Peggy Sue" - 2:38
7. サムタイムズ - "Sometimes" - 1:08
8. ダズ・マイ・ブレス・スメル? - "Does My Breath Smell?" - 2:38
9. カコフォニー - "Cacophony" - 3:05
10. TV - "T.V." - 1:41
11. トースト・アンド・バナナズ - "Toast and Bananas" - 2:42
12. ウェスティング・タイム - "Wasting Time" - 2:49
13. ロメオ・アンド・レベッカ - "Romeo and Rebecca" - 2:34
14. ベン・ワー・ボールズ - "Ben Wah Balls" - 3:55
15. ジャスト・アバウト・ダン - "Just About Done" - 2:16
16. ディペンズ - "Depends" - 2:48

- 日本盤

1. カルーセル - "Carousel" - 3:15
2. M+M'S - "M+M's" - 2:39
3. フェントゥーズラー - "Fentoozler" - 2:04
4. タッチダウン・ボーイ - "Touchdown Boy" - 3:10
5. ストリングス - "Strings" - :25
6. ペギー・スー - "Peggy Sue" - 2:38
7. サムタイムズ - "Sometimes" - 1:08
8. ダズ・マイ・ブレス・スメル? - "Does My Breath Smell?" - 2:38
9. カコフォニー - "Cacophony" - 3:05
10. TV - "T.V." - 1:41
11. トースト・アンド・バナナズ - "Toast and Bananas" - 2:42
12. ウェスティング・タイム - "Wasting Time" - 2:49
13. ロメオ・アンド・レベッカ - "Romeo and Rebecca" - 2:34
14. ベン・ワー・ボールズ - "Ben Wah Balls" - 3:55
15. ジャスト・アバウト・ダン - "Just About Done" - 2:16
16. ズールー - "Zulu" - 2:15
17. レミングス - "Lemmings" - 2:38
  - 日本盤では、トラック16がズールーになっていて、トラック17が足されている。